# 雙棘矛吻海龍
雙棘矛吻海龍（学名：Doryrhamphus negrosensis negrosensis），为輻鰭魚綱棘背魚目海龍科的其中一種，分布於西太平洋區，包括日本、印尼、菲律賓、巴布亞紐幾內亞、澳洲、帛琉、密克羅尼西亞及萬那杜等海域，體長可達4.7公分，棲息在珊瑚礁平台或沙泥底質海底，卵胎生。